# Antonim
Antonimi (grč. ἀντί: protiv i ὄνυμα: ime), leksemi koji su značenjski oprečni. Naziva ih se i nasuprotnicama (protuznačnice). Dva leksema suprotnoga značenja čine antonimski par. Leksičko-semantička pojava značenjske opreke između dvaju leksema naziva se antonimija. Antonimija je svojstvo imenica, pridjeva, glagola, priloga i prijedloga.
Sinonim i antonim međusobno su antonimi. Posebna je vrsta antonimije oksimoron.

## Podrijetlo antonima
Raznokorijenski antonimi oni su antonimni među kojima ne postoji etimološka veza, jer su im se izrazi razvili iz različitih korijena. Također se nazivaju primarni ili pravi antonimi.
Istokorijenski antonimi nastali su različitim, u hrvatskome jeziku najčešće prefiksalnim, tvorbama riječi. Nazivaju se i tvorbeni antonimi.
Tvorbeni se antonimi mogu tvoriti različitim prefiksima:
- nadvožnjak - podvožnjak
- izvanjezičan - unutarjezičan
- iznadprosječan - ispodprosječan
- otvoriti - zatvoriti
- unijeti - iznijeti

Tvorbeni se antonimi mogu tvoriti i jednim prefiksom koji označava negaciju:
- čovjek - nečovjek
- zakonit - protuzakonit (kontra)
- oružati - razoružati
- socijalan - asocijalan

## Narav značenjske opreke
Binarni antonimi oni su antonimi od kojih svaki potpuno negira sadržaj onog drugog te stoje u komplementarnom odnosu.
- živ - mrtav, istina - laž

Stupnjeviti antonimi oni su antonimi između kojih postoje međustupnjevi, odnosno jedan potpuno ne isključuje sadržaj drugoga.
- malen - (omalen, oveći...) - velik
- jeftin - ... - skup
- topao - ... - hladan

## Višestruka antonimija
Višestruki antonimi jesu višeznačnice koje su svojim značenjima suprotni različitim leksemima.
- star - mlad
- star - nov
- star - moderan

## Raširenost antonima
Općejezični antonimi oni su antonimi kojima parnjake pronalazi većina govornika, bez obzira na to jesu li istokorijenski ili raznokorijenski antonimi.
Individualni (kontekstualni) antonimi oni su antonimi koji su međusobno suprotstavljeni samo u stvaralaštvu nekog pisca ili samo u određenome kontekstu.